# آرامگاه آقا سید حسن
بقعه آقا سید حسن مربوط به دوره قاجار است و در شهرستان لاهیجان، روستای صیقل بنه واقع شده و این اثر در تاریخ ۱۴ مرداد ۱۳۸۲ با شمارهٔ ثبت ۹۴۰۲ به‌عنوان یکی از آثار ملی ایران به ثبت رسیده است.